# Lista de comunas de Ardenas
Nesta lista estão relacionados as 449 comunas do departamento francês de Ardenas; que pertencem a Região Administrativa da França Grande Leste, que é composta pelos Arrondissement: Charleville-Mézières, Rethel, Sedan e Vouziers; que por sua vez estão subdivididos em 19 Cantões: Attigny, Bogny-sur-Meuse, Carignan, Charleville-Mézières-1, Charleville-Mézières-2, Charleville-Mézières-3, Charleville-Mézières-4, Château-Porcien, Givet, Nouvion-sur-Meuse, Rethel, Revin, Rocroi, Sedan-1, Sedan-2, Sedan-3, Signy-l'Abbaye, Villers-Semeuse, Vouziers.
- 1 de janeiro de 2016, as comunas de Le Chesne, Les Alleux e Louvergny se fundem para formar a nova comuna de Bairon-et-ses-Environs
- 1 de janeiro de 2016, as comunas de Chémery-sur-Bar e Chéhéry se fundem para formar a nova comuna de Chémery-Chéhéry
- 1 de janeiro de 2016, a antiga comuna de Amblimont foi fundida com a comuna de Mouzon
- 1 de janeiro de 2017, a antiga comuna de Bosseval-et-Briancourt foi fundida com Vrigne-aux-Bois
- 1 de janeiro de 2019, as comunas de Balaives-et-Butz, Boutancourt e Élan foram fundidas com a comuna de Flize

| INSEE | Postal | Comuna                          |
| ----- | ------ | ------------------------------- |
| 08001 | 08300  | Acy-Romance                     |
| 08003 | 08090  | Aiglemont                       |
| 08004 | 08190  | Aire                            |
| 08005 | 08310  | Alincourt                       |
| 08006 | 08130  | Alland'Huy-et-Sausseuil         |
| 08008 | 08300  | Amagne                          |
| 08010 | 08130  | Ambly-Fleury                    |
| 08011 | 08500  | Anchamps                        |
| 08013 | 08450  | Angecourt                       |
| 08014 | 08310  | Annelles                        |
| 08015 | 08260  | Antheny                         |
| 08016 | 08290  | Aouste                          |
| 08017 | 08250  | Apremont                        |
| 08018 | 08400  | Ardeuil-et-Montfauxelles        |
| 08019 | 08390  | Grandes-Armoises                |
| 08020 | 08390  | Petites-Armoises                |
| 08021 | 08300  | Arnicourt                       |
| 08022 | 08090  | Arreux                          |
| 08023 | 08390  | Artaise-le-Vivier               |
| 08024 | 08190  | Asfeld                          |
| 08025 | 08130  | Attigny                         |
| 08026 | 08150  | Aubigny-les-Pothées             |
| 08027 | 08270  | Auboncourt-Vauzelles            |
| 08028 | 08320  | Aubrives                        |
| 08029 | 08370  | Auflance                        |
| 08030 | 08380  | Auge                            |
| 08031 | 08400  | Aure                            |
| 08032 | 08310  | Aussonce                        |
| 08033 | 08240  | Authe                           |
| 08034 | 08210  | Autrecourt-et-Pourron           |
| 08035 | 08240  | Autruche                        |
| 08036 | 08250  | Autry                           |
| 08037 | 08260  | Auvillers-les-Forges            |
| 08038 | 08300  | Avançon                         |
| 08039 | 08190  | Avaux                           |
| 08040 | 08000  | Les Ayvelles                    |
| 08041 | 08430  | Baâlons                         |
| 08043 | 08200  | Balan                           |
| 08044 | 08190  | Balham                          |
| 08045 | 08400  | Ballay                          |
| 08046 | 08220  | Banogne-Recouvrance             |
| 08047 | 08430  | Barbaise                        |
| 08048 | 08300  | Barby                           |
| 08049 | 08240  | Bar-lès-Buzancy                 |
| 08052 | 08240  | Bayonville                      |
| 08053 | 08140  | Bazeilles                       |
| 08055 | 08210  | Beaumont-en-Argonne             |
| 08056 | 08250  | Beffu-et-le-Morthomme           |
| 08057 | 08240  | Belleville-et-Châtillon-sur-Bar |
| 08058 | 08090  | Belval                          |
| 08059 | 08240  | Belval-Bois-des-Dames           |
| 08060 | 08300  | Bergnicourt                     |
| 08061 | 08240  | Berlière                        |
| 08062 | 08300  | Bertoncourt                     |
| 08063 | 08450  | Besace                          |
| 08064 | 08300  | Biermes                         |
| 08065 | 08370  | Bièvres                         |
| 08066 | 08310  | Bignicourt                      |
| 08067 | 08110  | Blagny                          |
| 08069 | 08290  | Blanchefosse-et-Bay             |
| 08070 | 08190  | Blanzy-la-Salonnaise            |
| 08071 | 08260  | Blombay                         |
| 08073 | 08290  | Bossus-lès-Rumigny              |
| 08074 | 08250  | Bouconville                     |
| 08075 | 08240  | Boult-aux-Bois                  |
| 08076 | 08410  | Boulzicourt                     |
| 08077 | 08400  | Bourcq                          |
| 08078 | 08230  | Bourg-Fidèle                    |
| 08080 | 08430  | Bouvellemont                    |
| 08081 | 08120  | Bogny-sur-Meuse                 |
| 08082 | 08400  | Brécy-Brières                   |
| 08083 | 08140  | Brévilly                        |
| 08084 | 08190  | Brienne-sur-Aisne               |
| 08085 | 08240  | Brieulles-sur-Bar               |
| 08086 | 08240  | Briquenay                       |
| 08087 | 08380  | Brognon                         |
| 08088 | 08450  | Bulson                          |
| 08089 | 08240  | Buzancy                         |
| 08090 | 08110  | Carignan                        |
| 08092 | 08310  | Cauroy                          |
| 08094 | 08260  | Cernion                         |
| 08095 | 08430  | Chagny                          |
| 08096 | 08160  | Chalandry-Elaire                |
| 08097 | 08400  | Challerange                     |
| 08098 | 08250  | Champigneulle                   |
| 08099 | 08430  | Champigneul-sur-Vence           |
| 08100 | 08260  | Champlin                        |
| 08101 | 08200  | La Chapelle                     |
| 08102 | 08220  | Chappes                         |
| 08103 | 08130  | Charbogne                       |
| 08104 | 08400  | Chardeny                        |
| 08105 | 08000  | Charleville-Mézières            |
| 08106 | 08600  | Charnois                        |
| 08107 | 08360  | Château-Porcien                 |
| 08109 | 08250  | Chatel-Chéhéry                  |
| 08110 | 08150  | Châtelet-sur-Sormonne           |
| 08111 | 08300  | Châtelet-sur-Retourne           |
| 08113 | 08220  | Chaumont-Porcien                |
| 08115 | 08450  | Chémery-Chéhéry                 |
| 08116 | 08390  | Bairon-et-ses-Environs          |
| 08117 | 08270  | Chesnois-Auboncourt             |
| 08119 | 08350  | Cheveuges                       |
| 08120 | 08250  | Chevières                       |
| 08121 | 08260  | Chilly                          |
| 08122 | 08600  | Chooz                           |
| 08123 | 08130  | Chuffilly-Roche                 |
| 08124 | 08460  | Clavy-Warby                     |
| 08125 | 08090  | Cliron                          |
| 08126 | 08360  | Condé-lès-Herpy                 |
| 08128 | 08250  | Condé-lès-Autry                 |
| 08130 | 08400  | Contreuve                       |
| 08131 | 08250  | Cornay                          |
| 08132 | 08270  | Corny-Machéroménil              |
| 08133 | 08300  | Coucy                           |
| 08134 | 08130  | Coulommes-et-Marqueny           |
| 08135 | 08400  | Croix-aux-Bois                  |
| 08136 | 08140  | Daigny                          |
| 08137 | 08090  | Damouzy                         |
| 08138 | 08110  | Deux-Villes                     |
| 08139 | 08800  | Deville                         |
| 08140 | 08160  | Dom-le-Mesnil                   |
| 08141 | 08460  | Dommery                         |
| 08142 | 08350  | Donchery                        |
| 08143 | 08220  | Doumely-Bégny                   |
| 08144 | 08300  | Doux                            |
| 08145 | 08140  | Douzy                           |
| 08146 | 08220  | Draize                          |
| 08147 | 08310  | Dricourt                        |
| 08148 | 08300  | L'Écaille                       |
| 08149 | 08150  | L'Échelle                       |
| 08150 | 08300  | Écly                            |
| 08151 | 08130  | Écordal                         |
| 08153 | 08110  | Escombres-et-le-Chesnois        |
| 08154 | 08260  | Estrebay                        |
| 08155 | 08260  | Étalle                          |
| 08156 | 08260  | Éteignières                     |
| 08158 | 08160  | Étrépigny                       |
| 08159 | 08210  | Euilly-et-Lombut                |
| 08160 | 08090  | Évigny                          |
| 08161 | 08250  | Exermont                        |
| 08162 | 08090  | Fagnon                          |
| 08163 | 08270  | Faissault                       |
| 08164 | 08400  | Falaise                         |
| 08165 | 08270  | Faux                            |
| 08166 | 08170  | Fépin                           |
| 08167 | 08290  | Férée                           |
| 08168 | 08370  | Ferté-sur-Chiers                |
| 08169 | 08260  | Flaignes-Havys                  |
| 08170 | 08200  | Fleigneux                       |
| 08171 | 08250  | Fléville                        |
| 08172 | 08380  | Fligny                          |
| 08173 | 08160  | Flize                           |
| 08174 | 08200  | Floing                          |
| 08175 | 08600  | Foisches                        |
| 08176 | 08240  | Fossé                           |
| 08178 | 08220  | Fraillicourt                    |
| 08179 | 08140  | Francheval                      |
| 08180 | 08000  | Francheville                    |
| 08182 | 08290  | Fréty                           |
| 08183 | 08600  | Fromelennes                     |
| 08184 | 08370  | Fromy                           |
| 08185 | 08170  | Fumay                           |
| 08186 | 08240  | Germont                         |
| 08187 | 08440  | Gernelle                        |
| 08188 | 08700  | Gespunsart                      |
| 08189 | 08260  | Girondelle                      |
| 08190 | 08600  | Givet                           |
| 08191 | 08200  | Givonne                         |
| 08192 | 08220  | Givron                          |
| 08193 | 08130  | Givry                           |
| 08194 | 08200  | Glaire                          |
| 08195 | 08190  | Gomont                          |
| 08196 | 08270  | Grandchamp                      |
| 08197 | 08250  | Grandham                        |
| 08198 | 08250  | Grandpré                        |
| 08199 | 08700  | Grandville                      |
| 08200 | 08400  | Grivy-Loisy                     |
| 08201 | 08430  | Gruyères                        |
| 08202 | 08230  | Gué-d'Hossus                    |
| 08203 | 08430  | Guignicourt-sur-Vence           |
| 08204 | 08130  | Guincourt                       |
| 08205 | 08430  | Hagnicourt                      |
| 08206 | 08090  | Ham-les-Moines                  |
| 08207 | 08600  | Ham-sur-Meuse                   |
| 08208 | 08290  | Hannappes                       |
| 08209 | 08160  | Hannogne-Saint-Martin           |
| 08210 | 08220  | Hannogne-Saint-Rémy             |
| 08211 | 08450  | Haraucourt                      |
| 08212 | 08150  | Harcy                           |
| 08214 | 08170  | Hargnies                        |
| 08215 | 08240  | Harricourt                      |
| 08216 | 08090  | Haudrecy                        |
| 08217 | 08800  | Haulmé                          |
| 08218 | 08800  | Les Hautes-Rivières             |
| 08219 | 08300  | Hauteville                      |
| 08220 | 08310  | Hauviné                         |
| 08222 | 08170  | Haybes                          |
| 08223 | 08370  | Herbeuval                       |
| 08225 | 08360  | Herpy-l'Arlésienne              |
| 08226 | 08320  | Hierges                         |
| 08228 | 08430  | La Horgne                       |
| 08229 | 08190  | Houdilcourt                     |
| 08230 | 08090  | Houldizy                        |
| 08232 | 08200  | Illy                            |
| 08233 | 08240  | Imécourt                        |
| 08234 | 08300  | Inaumont                        |
| 08235 | 08440  | Issancourt-et-Rumel             |
| 08236 | 08430  | Jandun                          |
| 08237 | 08700  | Joigny-sur-Meuse                |
| 08238 | 08130  | Jonval                          |
| 08239 | 08310  | Juniville                       |
| 08240 | 08270  | Justine-Herbigny                |
| 08242 | 08800  | Laifour                         |
| 08243 | 08460  | Lalobbe                         |
| 08244 | 08130  | Lametz                          |
| 08245 | 08250  | Lançon                          |
| 08246 | 08240  | Landres-et-Saint-Georges        |
| 08247 | 08600  | Landrichamps                    |
| 08248 | 08430  | Launois-sur-Vence               |
| 08249 | 08150  | Laval-Morency                   |
| 08250 | 08310  | Leffincourt                     |
| 08251 | 08150  | Lépron-les-Vallées              |
| 08252 | 08210  | Létanne                         |
| 08254 | 08290  | Liart                           |
| 08255 | 08110  | Linay                           |
| 08256 | 08400  | Liry                            |

| INSEE | Postal | Comuna                        |
| ----- | ------ | ----------------------------- |
| 08257 | 08150  | Logny-Bogny                   |
| 08259 | 08400  | Longwé                        |
| 08260 | 08150  | Lonny                         |
| 08262 | 08300  | Lucquy                        |
| 08263 | 08440  | Lumes                         |
| 08264 | 08310  | Machault                      |
| 08268 | 08450  | Maisoncelle-et-Villers        |
| 08269 | 08370  | Malandry                      |
| 08271 | 08400  | Manre                         |
| 08272 | 08460  | Maranwez                      |
| 08273 | 08260  | Marby                         |
| 08274 | 08250  | Marcq                         |
| 08275 | 08370  | Margny                        |
| 08276 | 08370  | Margut                        |
| 08277 | 08290  | Marlemont                     |
| 08278 | 08390  | Marquigny                     |
| 08279 | 08400  | Mars-sous-Bourcq              |
| 08280 | 08400  | Marvaux-Vieux                 |
| 08281 | 08110  | Matton-et-Clémency            |
| 08282 | 08260  | Maubert-Fontaine              |
| 08283 | 08430  | Mazerny                       |
| 08284 | 08500  | Les Mazures                   |
| 08286 | 08310  | Ménil-Annelles                |
| 08287 | 08310  | Ménil-Lépinois                |
| 08288 | 08270  | Mesmont                       |
| 08289 | 08110  | Messincourt                   |
| 08291 | 08110  | Mogues                        |
| 08293 | 08370  | Moiry                         |
| 08294 | 08140  | La Moncelle                   |
| 08295 | 08430  | Mondigny                      |
| 08296 | 08250  | Montcheutin                   |
| 08297 | 08090  | Montcornet                    |
| 08298 | 08090  | Montcy-Notre-Dame             |
| 08300 | 08390  | Le Mont-Dieu                  |
| 08301 | 08390  | Montgon                       |
| 08302 | 08800  | Monthermé                     |
| 08303 | 08400  | Monthois                      |
| 08304 | 08170  | Montigny-sur-Meuse            |
| 08305 | 08430  | Montigny-sur-Vence            |
| 08306 | 08130  | Mont-Laurent                  |
| 08307 | 08220  | Montmeillant                  |
| 08308 | 08400  | Mont-Saint-Martin             |
| 08309 | 08310  | Mont-Saint-Remy               |
| 08310 | 08250  | Mouron                        |
| 08311 | 08210  | Mouzon                        |
| 08312 | 08150  | Murtin-et-Bogny               |
| 08313 | 08300  | Nanteuil-sur-Aisne            |
| 08314 | 08300  | Neuflize                      |
| 08315 | 08460  | Neufmaison                    |
| 08316 | 08700  | Neufmanil                     |
| 08317 | 08450  | La Neuville-à-Maire           |
| 08318 | 08380  | La Neuville-aux-Joûtes        |
| 08321 | 08130  | Neuville-Day                  |
| 08320 | 08310  | La Neuville-en-Tourne-à-Fuy   |
| 08322 | 08090  | Neuville-lès-This             |
| 08323 | 08270  | La Neuville-lès-Wasigny       |
| 08319 | 08380  | Neuville-lez-Beaulieu         |
| 08324 | 08430  | Neuvizy                       |
| 08325 | 08400  | Noirval                       |
| 08326 | 08240  | Nouart                        |
| 08327 | 08160  | Nouvion-sur-Meuse             |
| 08328 | 08700  | Nouzonville                   |
| 08329 | 08270  | Novion-Porcien                |
| 08330 | 08300  | Novy-Chevrières               |
| 08331 | 08350  | Noyers-Pont-Maugis            |
| 08332 | 08240  | Oches                         |
| 08333 | 08250  | Olizy-Primat                  |
| 08334 | 08450  | Omicourt                      |
| 08335 | 08430  | Omont                         |
| 08336 | 08110  | Osnes                         |
| 08338 | 08310  | Pauvres                       |
| 08339 | 08300  | Perthes                       |
| 08340 | 08190  | Poilcourt-Sydney              |
| 08341 | 08430  | Poix-Terron                   |
| 08342 | 08140  | Pouru-aux-Bois                |
| 08343 | 08140  | Pouru-Saint-Remy              |
| 08344 | 08290  | Prez                          |
| 08346 | 08000  | Prix-lès-Mézières             |
| 08347 | 08370  | Puilly-et-Charbeaux           |
| 08348 | 08270  | Puiseux                       |
| 08349 | 08110  | Pure                          |
| 08350 | 08400  | Quatre-Champs                 |
| 08351 | 08400  | Quilly                        |
| 08352 | 08430  | Raillicourt                   |
| 08353 | 08600  | Rancennes                     |
| 08354 | 08450  | Raucourt-et-Flaba             |
| 08355 | 08230  | Regniowez                     |
| 08356 | 08220  | Remaucourt                    |
| 08357 | 08450  | Remilly-Aillicourt            |
| 08358 | 08150  | Remilly-les-Pothées           |
| 08360 | 08220  | Renneville                    |
| 08361 | 08150  | Renwez                        |
| 08362 | 08300  | Rethel                        |
| 08363 | 08500  | Revin                         |
| 08364 | 08130  | Rilly-sur-Aisne               |
| 08365 | 08150  | Rimogne                       |
| 08366 | 08220  | Rocquigny                     |
| 08367 | 08230  | Rocroi                        |
| 08368 | 08190  | Roizy                         |
| 08369 | 08220  | La Romagne                    |
| 08370 | 08150  | Rouvroy-sur-Audry             |
| 08372 | 08220  | Rubigny                       |
| 08373 | 08290  | Rumigny                       |
| 08374 | 08130  | La Sabotterie                 |
| 08375 | 08110  | Sachy                         |
| 08376 | 08110  | Sailly                        |
| 08377 | 08350  | Saint-Aignan                  |
| 08378 | 08310  | Saint-Clément-à-Arnes         |
| 08379 | 08310  | Saint-Étienne-à-Arnes         |
| 08398 | 08130  | Sainte-Vaubourg               |
| 08380 | 08360  | Saint-Fergeux                 |
| 08381 | 08190  | Saint-Germainmont             |
| 08382 | 08220  | Saint-Jean-aux-Bois           |
| 08383 | 08250  | Saint-Juvin                   |
| 08384 | 08130  | Saint-Lambert-et-Mont-de-Jeux |
| 08385 | 08090  | Saint-Laurent                 |
| 08386 | 08300  | Saint-Loup-en-Champagne       |
| 08387 | 08130  | Saint-Loup-Terrier            |
| 08388 | 08160  | Saint-Marceau                 |
| 08389 | 08460  | Saint-Marcel                  |
| 08390 | 08400  | Sainte-Marie                  |
| 08391 | 08200  | Saint-Menges                  |
| 08392 | 08400  | Saint-Morel                   |
| 08393 | 08310  | Saint-Pierre-à-Arnes          |
| 08394 | 08240  | Saint-Pierremont              |
| 08395 | 08430  | Saint-Pierre-sur-Vence        |
| 08396 | 08220  | Saint-Quentin-le-Petit        |
| 08397 | 08300  | Saint-Remy-le-Petit           |
| 08400 | 08160  | Sapogne-et-Feuchères          |
| 08399 | 08370  | Sapogne-sur-Marche            |
| 08401 | 08130  | Saulces-Champenoises          |
| 08402 | 08270  | Saulces-Monclin               |
| 08403 | 08300  | Sault-lès-Rethel              |
| 08404 | 08190  | Sault-Saint-Remy              |
| 08405 | 08390  | Sauville                      |
| 08406 | 08400  | Savigny-sur-Aisne             |
| 08407 | 08250  | Séchault                      |
| 08408 | 08150  | Sécheval                      |
| 08409 | 08200  | Sedan                         |
| 08410 | 08400  | Semide                        |
| 08411 | 08130  | Semuy                         |
| 08412 | 08250  | Senuc                         |
| 08413 | 08220  | Seraincourt                   |
| 08415 | 08270  | Sery                          |
| 08416 | 08300  | Seuil                         |
| 08417 | 08230  | Sévigny-la-Forêt              |
| 08418 | 08220  | Sévigny-Waleppe               |
| 08419 | 08460  | Signy-l'Abbaye                |
| 08420 | 08380  | Signy-le-Petit                |
| 08421 | 08370  | Signy-Montlibert              |
| 08422 | 08430  | Singly                        |
| 08424 | 08240  | Sommauthe                     |
| 08425 | 08250  | Sommerance                    |
| 08426 | 08300  | Son                           |
| 08427 | 08300  | Sorbon                        |
| 08428 | 08270  | Sorcy-Bauthémont              |
| 08429 | 08150  | Sormonne                      |
| 08430 | 08390  | Stonne                        |
| 08431 | 08400  | Sugny                         |
| 08432 | 08090  | Sury                          |
| 08433 | 08130  | Suzanne                       |
| 08434 | 08390  | Sy                            |
| 08435 | 08300  | Tagnon                        |
| 08436 | 08230  | Taillette                     |
| 08437 | 08240  | Tailly                        |
| 08438 | 08360  | Taizy                         |
| 08439 | 08390  | Tannay                        |
| 08440 | 08380  | Tarzy                         |
| 08444 | 08110  | Tétaigne                      |
| 08445 | 08350  | Thelonne                      |
| 08446 | 08240  | Thénorgues                    |
| 08448 | 08800  | Thilay                        |
| 08449 | 08460  | Thin-le-Moutier               |
| 08450 | 08090  | This                          |
| 08451 | 08190  | Le Thour                      |
| 08452 | 08300  | Thugny-Trugny                 |
| 08453 | 08400  | Toges                         |
| 08454 | 08430  | Touligny                      |
| 08455 | 08400  | Tourcelles-Chaumont           |
| 08456 | 08800  | Tournavaux                    |
| 08457 | 08090  | Tournes                       |
| 08458 | 08130  | Tourteron                     |
| 08459 | 08110  | Tremblois-lès-Carignan        |
| 08460 | 08150  | Tremblois-lès-Rocroi          |
| 08461 | 08400  | Vandy                         |
| 08462 | 08130  | Vaux-Champagne                |
| 08463 | 08240  | Vaux-en-Dieulet               |
| 08464 | 08250  | Vaux-lès-Mouron               |
| 08466 | 08210  | Vaux-lès-Mouzon               |
| 08465 | 08220  | Vaux-lès-Rubigny              |
| 08467 | 08270  | Vaux-Montreuil                |
| 08468 | 08150  | Vaux-Villaine                 |
| 08469 | 08160  | Vendresse                     |
| 08470 | 08240  | Verpel                        |
| 08471 | 08390  | Verrières                     |
| 08472 | 08270  | Viel-Saint-Remy               |
| 08473 | 08190  | Vieux-lès-Asfeld              |
| 08476 | 08190  | Villers-devant-le-Thour       |
| 08477 | 08210  | Villers-devant-Mouzon         |
| 08478 | 08430  | Villers-le-Tilleul            |
| 08479 | 08430  | Villers-le-Tourneur           |
| 08480 | 08000  | Villers-Semeuse               |
| 08481 | 08350  | Villers-sur-Bar               |
| 08482 | 08430  | Villers-sur-le-Mont           |
| 08483 | 08440  | Ville-sur-Lumes               |
| 08484 | 08310  | Ville-sur-Retourne            |
| 08485 | 08370  | Villy                         |
| 08486 | 08320  | Vireux-Molhain                |
| 08487 | 08320  | Vireux-Wallerand              |
| 08488 | 08440  | Vivier-au-Court               |
| 08489 | 08400  | Voncq                         |
| 08490 | 08400  | Vouziers                      |
| 08491 | 08330  | Vrigne-aux-Bois               |
| 08492 | 08350  | Vrigne-Meuse                  |
| 08494 | 08200  | Wadelincourt                  |
| 08496 | 08270  | Wagnon                        |
| 08497 | 08000  | Warcq                         |
| 08498 | 08090  | Warnécourt                    |
| 08499 | 08270  | Wasigny                       |
| 08500 | 08270  | Wignicourt                    |
| 08501 | 08110  | Williers                      |
| 08502 | 08210  | Yoncq                         |
| 08503 | 08430  | Yvernaumont                   |